# Mukhan
Mukhan is een bestuurslaag in het regentschap Aceh Jaya van de provincie Atjeh, Indonesië. Mukhan telt 345 inwoners (volkstelling 2010).